# Das personalistische Manifest
Das personalistische Manifest ist das Hauptwerk des französischen Philosophen Emmanuel Mounier, erschienen in Paris 1936. Die deutsche Übersetzung wurde erstmals in Zürich verlegt, vermutlich 1937. Das personalistische Manifest ist Grundlage der Bewegung des Personalismus in Mitteleuropa im 20. Jahrhundert und sollte eine Alternative zu individualistischen, faschistischen und kommunistischen Theorien des Menschen bieten.
Emmanuel Mounier war Christ und ein engagierter Vertreter der christlichen Soziallehre, welche den Wert der Person des Menschen als den höchsten aller Werte einstuft. Aufgrund eines deutlichen Verlustes an Wertvorstellungen in den kommunistischen und liberal-demokratischen Philosophien des 20. Jahrhunderts entstand eine Vielzahl christlicher Gemeinschaften, zum Beispiel die Catholic Worker Bewegung oder der Religiöse Sozialismus, die sich der Entwicklung durch ihren Standpunkt entgegenstellten. Mouniers Anliegen war es, durch das Manifest den einzelnen Strömungen ein gemeinsames Fundament und ein Ziel zu geben, nämlich die praktische Umsetzung des Personalismus in Politik, Wirtschaft und gesellschaftlichem Leben, kurz die personalistische Revolution als Dritten Weg neben Individualismus und Kommunismus zu begründen.

## Inhalt

### Personalistisches Menschenbild
Mounier beschreibt den Menschen als Einheit zweier sich widerstrebender, innerer Bewegungen, von denen die eine Zerstreuung, die andere Sammlung anstrebt. In dieser dynamischen Spannung zwischen Individualität (Gier, Habsucht, Zerstreuung) und Person (Beherrschung, freie Wahl) spielt sich das menschliche Leben ab. Während der Existenzialismus, welcher dem Personalismus in vielem verwandt ist, hauptsächlich das Bewusstsein der Sinnlosigkeit menschlichen Daseins beschreibt, zielt der Personalismus auf eine Aktivierung der menschlichen Freiheit und des Bewusstseins für seine Verantwortung gegenüber den Mitmenschen. Die bloße Existenz des Einzelnen wird überwunden durch das Leben in einer Gemeinschaft und das Engagement für die Anderen, was als sinnstiftend erfahren wird.
Die menschlichen Dimensionen des Daseins lassen sich nach Mounier wie folgt unterscheiden:
- das menschliche Individuum ist „ein höheres Tier“ und ununterbrochen den Einflüssen seiner Umwelt unterworfen
- die Bewusstseinsebene ist bestimmt von Persönlichkeiten, die aber nicht die Person sind (vergleichbar mit sozialen Rollen)
- auf der Ebene des Unbewussten herrschen die Wünsche, Bestrebungen, Hoffnungen, Aufforderungen, die uns selbst oft vieldeutig und fremd erscheinen
- die Person ist innere Ordnung, tiefer als das Unbewusste, und schafft die Integration aller menschlichen Dimensionen: „diese fortschreitende Vereinheitlichung aller meiner Handlungen und durch sie meiner Persönlichkeiten oder meiner Zustände ist die eigentliche Tat der Person“[1]

Es handelt sich um ein geistiges Lebensprinzip, das man bei jeder Person ihre Berufung nennt.
Das Ziel der Person ist die ununterbrochene Verfolgung dieser Berufung, d. h.
„Wenn wir Person sagen, dann meinen wir genau:
1. dass eine Person niemals als Mittel zum Zweck für ein Kollektiv oder eine andere Person genommen werden kann.
2. dass es keinen unpersönlichen Geist gibt, kein unpersönliches Geschehen, keinen unpersönlichen Wert, kein unpersönliches Schicksal. Unpersönlich ist nur die Materie. Jede Gemeinschaft ist (selbst) eine Person aus Personen und nicht nur eine Zahl oder eine Kraft und als solches Materie. Geist = persönlich;
3. dass, folglicherweise – abgesehen von außergewöhnlichen Umständen, wenn das Böse mittels der Macht angekettet werden muss – jedes rechtlich legitime oder herrschende Regime zu verurteilen ist, für das die Person als austauschbares Objekt gilt, das sie gleich macht, die Berufung des Menschen (unterschiedlich in jedem einzelnen) beengt, oder sogar von außen zu einer bestimmten Berufung zwingt mittels der Tyrannei eines rechtlichen Moralismus, der oft die Quelle des Konformismus und der Scheinheiligkeit darstellt;
4. dass die Gesellschaft – das heißt: das rechtliche, gesetzliche, soziale und wirtschaftliche Regime – weder die Unterwerfung der Person zur Aufgabe hat noch sich anmaßen darf, für die Entwicklung der Berufung der Personen zuständig zu sein, sondern als erstes für einen Bereich der Freiheit, des Schutzes, des Spiels und der Freizeit zu sorgen hat, das es dem Einzelnen erlaubt, in voller geistiger Freiheit diese Berufung zu erkennen; sie hat der Person ohne sie einzuengen dabei zu helfen, kraft einer provokativen und einladenden Erziehung sich von jedem Konformismus und von jeder falschen Beeinflussung freizumachen; sie hat ferner die materiellen Mittel zur Verfügung zu stellen, soziale und zwar durch wirtschaftliche Organismen, die normalerweise für die Entwicklung und Ausübung der Berufung notwendig sind, mit Ausnahme heroischer Berufungen. (…) Es ist die Person, die ihr Schicksal baut; niemand, weder Mensch noch Kollektiv, kann sie dabei ersetzen.“

### Abgrenzung gegenüber dem Individualismus
Auf Grund der häufigen Verwechslungen von Personalismus und Individualismus, geht Mounier in seinem personalistischen Manifest genauer auf das Individuum ein, um sein Menschenbild abgegrenzt zu wissen. Er führt in diesem Zusammenhang aus:
„Meine Person ist nicht mein Individuum. Individuum nennt man die Zerstreuung der Person auf der Oberfläche ihres Lebens und ihre Bereitschaft, sich an dieser Oberfläche zu verlieren. Mein Individuum ist jenes unbestimmte und wechselhafte Bild das (…) die verschiedenen Rollen ergeben zwischen denen ich schwanke, in denen ich mich zerstreue und vor mir selber fliehe. Mein Individuum ist das unersättliche Genießen jener Zerstreuung, jener inzestuösen Liebe meiner Eigenheiten, meines kostbaren Reichtums, der nur mich interessiert. Es ist auch die Panik die mich überfällt, wenn ich nur daran denke mich von der Festung meiner Sicherheit und meines Egoismus zu lösen, jener Festung, die ich um mich herum gebaut habe, um mich meines Egoismus zu vergewissern und ihn gegen die Überraschungen der Liebe zu verteidigen. Es ist letztlich die launische und arrogante Aggressivität, mit der ich mich bewaffnet habe, die Forderung, die Revindikation, als wesentliche Modalität des Bewusstsein meiner selbst und die rechtliche und metaphysische Absegnung, die der Westen ihnen mit der Erklärung der Menschenrechte und des Napoleonischen Gesetzes gegeben hat.“ (...)
„Wenn wir vorgeben, unser menschliches und soziales Regime auf die Person zu gründen, so vermuten einige, dass wir damit die beschämende Form eines alten dekadenten Individualismus verteidigen. Andere meinen, dass wir den faschistischen Kult des Übermenschen ersetzen wollen; wieder andere, dass wir uns die schönen Worte zu Eigen machen, mit denen der Kapitalismus die Unabhängigkeit, Freiheit, Singularitäten und psychologischen Komplexitäten jener wenigen „Erfolgreichen“ rechtfertigt, die er hervorbringt (um sich so dem Erwachen eines Gemeinschaftssinns entgegenzusetzen).“.
Das bürgerliche Ideal des abgesicherten Konsumenten erscheint dem Personalisten als schärfster Gegensatz zu jeder Geistigkeit: das Behagen ist dem Kapitalisten der höchste aller denkbaren Werte, die „Triebfeder der Tat“; sein größter Ehrgeiz ist das Ansehen, das aus dem Umfang seiner Behaglichkeit entspringt. Der Rechtsanspruch ist für den Bürger die höchste Form des Selbstbewusstseins. Das Geld trennt die Menschen nicht nur von der schöpferischen Tat und der persönlichen Beziehung zu ihrem Besitz, sondern auch von anderen Menschen, indem es jeden zwischenmenschlichen Austausch, jede Beziehung zur Handelssache macht. Die Dogmen der Moderne, wörtlich Rationalismus und Liberalismus, führten so schrittweise zur Auflösung der christlich-sozialen Werte (Gleichheit und Brüderlichkeit unter den Menschen im Gegensatz zur Trennung der Menschheit in Freie und Sklaven in der vorchristlichen Zeit). Das geistige Leben der Person entspringt jedoch genau aus dieser Quelle – der Gemeinschaft.
Die Führung eines geistigen Lebens, das für Mounier die letzte Erscheinungsform und Krönung des menschlichen Lebens ist, wurde durch die kapitalistische Wirtschaftsordnung zum Vorrecht für Privilegierte, für eine besitzende Elite, die sich nicht um ihr täglich Brot zu bemühen hat; die Massen der arbeitenden Menschheit aber wurden von der Führung eines geistigen Lebens abgeschnitten; ihr Lebenssinn bezieht sich zwangsläufig auf Arbeit, Sparsamkeit und einen diffusen Wunsch nach Besserung und Aufstieg in der Hierarchie.
Vom Kommunismus setzt sich der Personalismus insofern ab, als Kommunismus im letzten Kern eine Negierung geistiger Realität (siehe dazu: Historischer Materialismus) ist. Die Person ist nicht nur Realität, sondern hat zugleich oberste Priorität im personalistische Denken.

### Die personalistische Gesellschaftsordnung
Der Personalismus Mouniers ist die Idee eines Menschenbildes und, daraus abgeleitet, einer Gesellschaftsordnung.
Der Personalismus ist grundsätzlich skeptisch gegenüber funktioneller Organisation einer Gesellschaft: die Versuchung, sich selbst zu überschätzen und Missbrauch mit anderen zu treiben ist ein „Konstitutionsfehler jeder menschlicher Herrschaft“ und führt über kurz oder lang immer zu einer verhängnisvollen Spaltung zwischen Führung und Geführten, zu einer Umwandlung von gesellschaftlicher Funktion in eine Kaste: „Der Personalismus lehnt also gleichzeitig ein aristokratisches System ab, das die Menschen nur nach ihren äußeren Verhältnissen unterscheidet und ein demokratisches, das ihr inneres Prinzip der Freiheit und Besonderheit nicht beachten will. Das sind zwei Formen der Materialisierung, der Objektivierung des persönlichen Lebens.“
Es ist, so Mounier, unmöglich eine Gemeinschaft unter Missachtung der Person zu begründen; dies auch wenn sie auf angebliche menschliche Werte gegründet würde, die doch nur entmenschlicht, weil entpersönlicht wären. Werte sind von der Person anzunehmen und hervorzubringen.
Die einzig wertvolle und dauerhafte Gemeinschaft ist die personalistische Gemeinschaft, eine Person von Personen, d. h. das lebendige Ergebnis der Erfolge jeder einzelnen Person.
Die Struktur der personalistischen Ordnung müsste also so beschaffen sein, dass sie die Rechte und Forderungen der Person des Menschen in jedem sozialen Bereich garantiert. Dass diese Gemeinschaft utopisch genannt werden darf, ist unbestritten, jedoch bleibt sie trotzdem die Idee oder das Prinzip, an dem sich jede real existierende Gemeinschaft messen und kritisieren lassen müsste:
„die Idee des Vorrangs des Geistes vor der Technik, vor der Politik und vor der Wirtschaft, die nicht vergleichbar ist mit der logischen Starrheit oder der formalistischen Moral ewiger Gesetze, die der Geschichte und den Menschen von außen einen vorgefertigten Rahmen, eine Formelsammlung zur Benützung und Unterlassung aufzwingen wollen, um zu erreichen, was von der freien Zustimmung der Personen abhängt.“
Der Personalismus stellt im Gegensatz zu allen Ordnungen, die das Geistige zur Privatsache der Individuen machen, einen geistigen Wert, die Person, in den Mittelpunkt der ganzen menschlichen Wirklichkeit. Deutlich abgegrenzt werden muss der Personalismus von jeglichem Spiritualismus oder einem gewissen doktrinären oder moralisierenden Idealismus. Der Ausgangspunkt des Denkens ist die Person, in der die eigentliche Realität des Menschen erkannt wird und vom Vorrang dieser Wurzel aus entfaltet sich das gesamte Gedankengebäude.
Die Idee der personalistischen Gesellschaftsordnung, im Sinne der o. g. gerechten Institutionen, lässt sich nach Mounier folgendermaßen formulieren:
1. Eine negative Bedingung
„Man darf niemals auch nur eine Person das Opfer des Druckes oder ein Werkzeug der Tyrannei der Institutionen werden lassen.
Man darf auf privatem oder öffentlichem Gebiet niemals in den eigentlichen persönlichen Anteil im Leben der Einzelnen eingreifen; man muss diesen unverletzlichen Anteil gegen die Möglichkeit einer Unterdrückung durch andere Individuen oder andere Institutionen schützen (...)“
2. Eine positive Orientierung
„Man muss einer immer größeren Anzahl von Menschen und schließlich jedem die passenden Mittel und wirksamen Freiheiten an die Hand geben, die ihnen erlauben, sich als Person zu vervollkommnen; (...) man muss das Getriebe des Gemeinwesens mit den Tugenden der Person durchdringen, indem man auf jeder Stufe und an allen Punkten die Initiative, die Verantwortlichkeit und die Dezentralisation aufs stärkste entwickelt.“

## Ausgaben
- Emmanuel Mounier: Das personalistische Manifest. Jean-Christophe Verlag Zürich, o. J.; (Manifeste au service du personnalisme. Collection Esprit. Fernand Aulier, Editions Montaigne, Paris 1936)